# Bernd Rückert

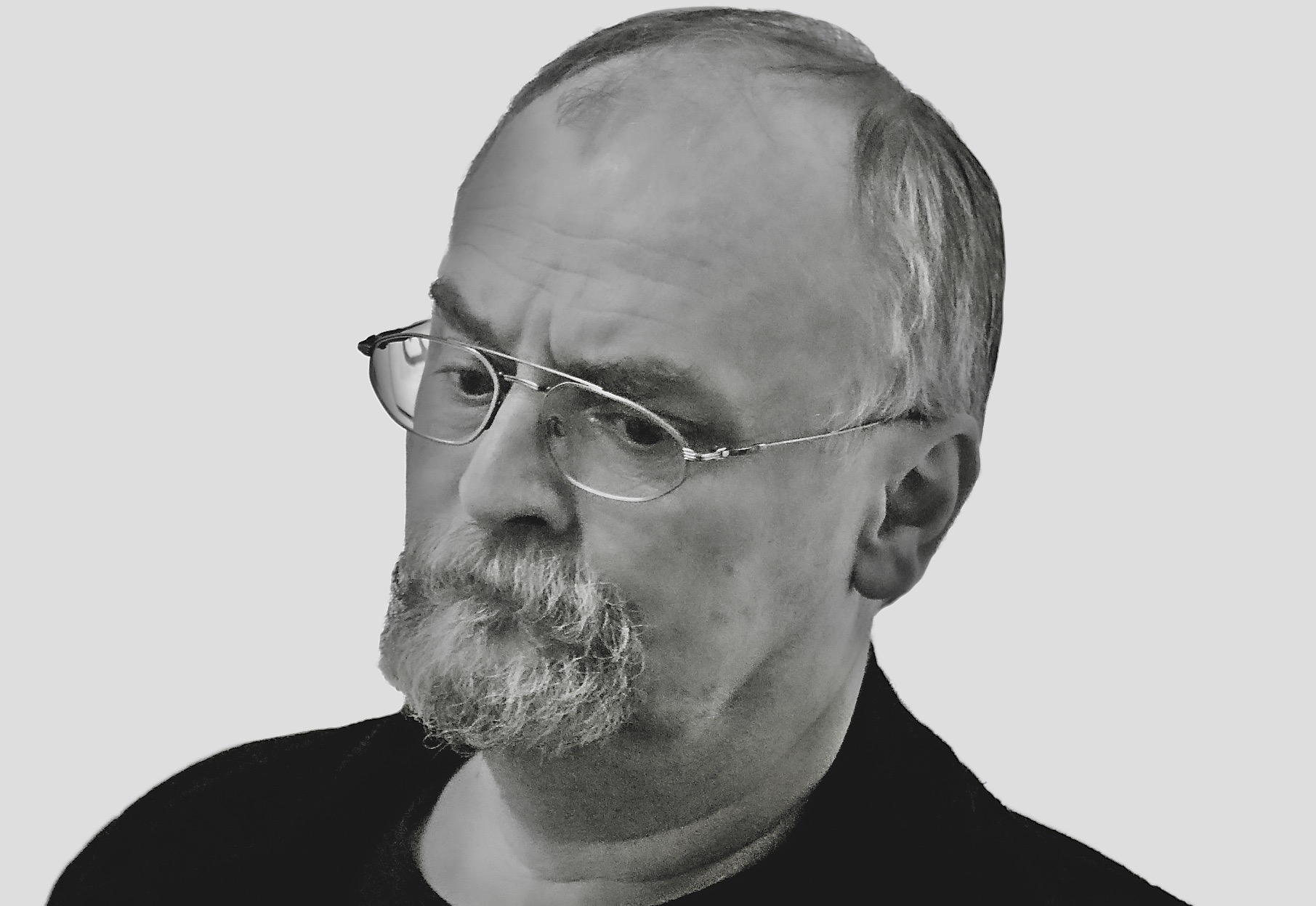
Bernd Rückert. Diese Aufnahme wurde vom Fotografen Lutz Naumann aus Coburg im Jahre 2007 anlässlich einer Ausstellungseröffnung des Malers gemacht.

Bernd Rückert (* 8. März 1953 in Lauscha; † 11. Dezember 2019 ebenda) war ein deutscher Maler und Grafiker. Er realisierte zudem eigene Projekte im Bereich Kunst am Bau. Er war ab 1979 Mitglied im Verband Bildender Künstler der DDR.

## Leben
Bernd Rückert wuchs als älterer von zwei Söhnen bei den Eltern in der Glasbläserstadt Lauscha in Thüringen auf. Mit 19 Jahren begann er eine zweijährige Ausbildung zum Kunstglasbläser. 1974 beendete er die Lehre und war kurzzeitig als Dekorateur und Automatenarbeiter tätig. In diesem Jahr kam der erste Sohn zur Welt. Im selben Herbst ging er nach Dresden zum Studium an der Hochschule für Bildende Künste Dresden. 1979 erhielt er unter Gerhard Kettner (von 1979 bis 1981 Rektor) sein Diplom als Maler und Grafiker.
Im gleichen Jahr trat Bernd Rückert in den Verband Bildender Künstler ein. Nach dem Studium baute er im Elternhaus in Lauscha sein Atelier aus. 1980 wurde ein zweiter Sohn geboren, ein Jahr später eine Tochter.
In dieser Zeit verstärkte sich seine Hinwendung zum christlichen Glauben, was sich in ersten Werkzyklen in biblischen Szenen zeigte. In solchen Bildern verarbeitete er die eigene kritische Haltung zum DDR-Staat. 1983/1984 reiste er mit einem Stipendium des Verbandes Bildender Künstler nach Weliko Tarnowo (Bulgarien).
Nach der deutschen Wiedervereinigung setzte sich Rückert in seiner künstlerischen Arbeit mit der eigenen Stasi-Akte und den darin aufgedeckten Inoffiziellen Mitarbeitern des Ministeriums für Staatssicherheit der DDR auseinander. Eine Studienreise gemeinsam mit Thüringer Künstlern führte ihn 1991 in die Bretagne.
Von 1994 bis 2015 entwickelte und realisierte er gemeinsam mit der Thüringer Künstlerin Renate Müller zahlreiche Kunst-am-Bau-Projekte. In der Zeit von 2000 bis 2019 führten ihn Studienreisen nach Marokko, Wien und Italien. Es entstanden daraus zahlreiche Zeichnungen und Bilderserien. Im Jahr 2006 erhielt Rückert ein Stipendium des Cranach-Hauses Wittenberg.
2014 trat Rückert aus dem Verband Bildender Künstler aus. Wegen einer schweren Krebserkrankung musste er sich mehreren Operationen und Chemotherapien unterziehen. Dieser Zustand erschwerte seine weitere künstlerische Arbeit erheblich. Dennoch entstanden bis zu seinem Tod im Dezember 2019 unzählige Zeichnungen, Bilder, Holzarbeiten und Skizzen.

## Ausstellungen

### Einzelausstellungen (Auswahl)
- 1984: „Malerei, Grafik“ Erfurt, Galerie erph
- 1984: „Bernd Rückert“ Berlin, Galerie in der Humboldt-Universität
- 1985: Suhl, Kunstkabinett
- 1985: Ilmenau, Technische Hochschule
- 1989: Heubach in Baden-Württemberg, Rathaus
- 1990: Jena, Galerie im Stadthaus
- 1991: Suhl, Galerie am Herrenteich
- 1991: Eisenach, Thüringer Museum
- 1991: Paderborn, Galerie „Kunst in der Grube“
- 1993: Tübingen, Eberhardtsgemeindehaus
- 1994: Sonneberg, Galerie im Kuppelsaal des Deutschen Spielzeugmuseums
- 1994: Sondershausen, Schlossmuseum
- 1995: Arnstadt, Stadtgeschichtsmuseum
- 1998: Erfurt, Staatskanzlei
- 2000: Neubrunn (Thüringen), Bürgerhaus
- 2000: Halldorf (Hessen), Evangelische Kirche
- 2006: „Radierungen und Malerei“, Wittenberg, Stadtkirche und Cranachstiftung 2005 „Malerei/Grafik“ Zella-Mehlis, Galerie im Bürgerhaus
- 2007: Sonneberg, Comptoir-Magazin
- 2014: „Malerei/Grafik/Holzobjekte“, Schmalkalden (Thüringen), FBF-Galerie
- 2014: „Brotlose Kunst“, Erfurt, Thüringer Landtag

### Ausstellungsbeteiligungen (Auswahl)
- 2014: „Blühende Landschaften“, Kassel, Sparkasse Kassel
- 2014: „Heimat“, Sonneberg, Galerie Notwehr
- 2014: Personalausstellung Renate Müller (Gemeinschaftsobjekte), New York, Gallery R&Company
- 2015: „Grenzenlos“, Bad Wildungen, Wandelhalle
- 2015: „Vogtländische Malertage“, Plauen, Theater Plauen
- 2016–2019: Kunstverein Jena e. V. Teilnahme an mehreren Auktionen
- 2019: Kunstverein Coburg Auktion

## Arbeiten im öffentlichen Raum/Kunst am Bau
- 1986/1987: Spielplatz, Waldbad Bernhardsthal, Neuhaus am Rennweg
- 1987/1988: Spielzimmer, Innenraumgestaltung, Kinderkrippe Olga-Körner-Str., Dresden
- 1989: Wandgestaltung, Treppenhaus und Speiseraum VEB Mikroelektronik Neuhaus am Rennweg
- 1993: Wandbild, Staatliches Gymnasium Neuhaus am Rennweg
- 1993: Wartezimmer und Krankenzimmer, Kinderklinik für Onkologie des Universitätsklinikums der Friedrich-Schiller-Universität Jena (Gemeinschaftsarbeit der Arbeitsgruppe „Künstler für Kinder“)
- 1994: Raumgestaltung im Jugendamt Weimar (Gemeinschaftsarbeit mit Renate Müller)
- 1994: Installation und Malerei, Kindergarten Coburg Seitmannsdorf (Gemeinschaftsarbeit mit Renate Müller)
- 1996/1997: Raumgestaltung und Holzobjekte, Kinderhaus Heubach, Baden-Württemberg (Gemeinschaftsarbeit mit Renate Müller)
- 1997/1998: Raumgestaltung im Kindergarten „Kunterbunt“, Sonneberg (Thüringen) (Gemeinschaftsarbeit mit Renate Müller)
- 1998: Spieltürme, Toy Factory Rödental bei Coburg (Gemeinschaftsarbeit mit Renate Müller)
- 1999/2000: „Abgetaucht“ Gesamtgestaltung Kinderklinik Südharzkrankenhaus Nordhausen (Gemeinschaftsarbeit mit Renate Müller)
- 1999: Drei Zeichnungen-Rauminstallation, Friedrich-Schiller-Universität Jena, Sprachenzentrum
- 2006: Deckenbild für Meditationsraum, Evangelischer Kindergarten Erfurt
- 2006: Gesamtgestaltung Spielzimmer (Spielzimmer, Memory, Kugelrollbahn, Türzeichen) Klinikum St. Georg Eisenach
- 2008: Spielbereich-Gestaltung, Deutsches Spielzeugmuseum Sonneberg (Gemeinschaftsarbeit mit Renate Müller)
- 2010: Gestaltung Farbkonzept und Innenbereiche, Kindergarten „Kinderwelt“ Sonneberg-Köppelsdorf (Gemeinschaftsarbeit mit Renate Müller)
- 2015: Gestaltung Spielbereich, Suhl, Ringberghotel (Gemeinschaftsarbeit mit Renate Müller)

## Publikationen

### Illustrationsarbeiten/Buchveröffentlichungen
- „Von Löffeln und Tigern. Die Kunstwelt des Bernd Rückert“, Comptoir-KUNSTMAGAZIN, herausgegeben anlässlich der Ausstellung „Bernd Rückert, Malerei / Graphik“ vom 14.10. bis 25.11.2007, www.sonneberg.de/galerie, Redaktion: Reinhilt Schneider
- KlapKroDachs. Spiel. kreewinkel.de, München 2017.
- Maren Kratschmer-Kroneck: Kunstsammlung Maxhütte, Tischendorf. Die Mediengestalter, 2004, S. 67/113.
- Rolf-Bernhard Essig, Gudrun Schury,: Bilderbriefe. Illustrierte Grüße aus drei Jahrhunderten. Knesebeck Verlag, München 2003, S. 144/145.
- Wolfgang Knop: Ade des 20. Jahrhunderts. Illustrierte Handschriften beleuchten Licht und Schattenseiten; ausgewählte Beispiele aus einer privaten Schriftensammlung. Eigenverlag W. Knop, 2000, S. 142/143.

### Kataloge wichtiger Gruppenausstellungen
- Arbeitsgruppe Künstler für Kinder (Hrsg.): Spiel(t)räume. Staatliche Museen Meiningen, Schloss Elisabethenburg, Meiningen 1995.
- VBK Thüringen (Hrsg.): Tangenten. Erfurt 1993.
- Hessisch-Thüringische Brandversicherungsanstalt / Sparkassen-Kulturstiftung Hessen-Thüringen (Hrsg.): Gestalt und Funktion. Erfurt/Kassel 1992.
- AG Künstler für Kinder. Suhl 1992.
- Stadt Gotha Schloss Friedenstein (Hrsg.): Kreationen. Gotha 1992.
- E. Franz (Hrsg.): Objekte im Wind. Wilmersdorf 1991/1992.
- Thyssen-Stahl AG (Hrsg.): DDR-Kunst seit 1945. Duisburg 1990.
- AG Kind-Umwelt. Suhl 1990.
- Staatliches Museum Schloss Burgk (Hrsg.): Druckgrafik aus Thüringen. Burgk (Saale), 1989.
- Rat der Stadt Suhl (Hrsg.): AG KIND – UMWELT. Suhl 1989.
- E. Kratschmer: Max braucht Kunst. Unterwellenborn 1988.
- Junge Kunst- Suhl 1987.

| Personendaten    | Personendaten                |
| ---------------- | ---------------------------- |
| NAME             | Rückert, Bernd               |
| KURZBESCHREIBUNG | deutscher Maler und Grafiker |
| GEBURTSDATUM     | 8. März 1953                 |
| GEBURTSORT       | Lauscha, Thüringen           |
| STERBEDATUM      | 11. Dezember 2019            |
| STERBEORT        | Lauscha, Thüringen           |